# Evgheni Rein

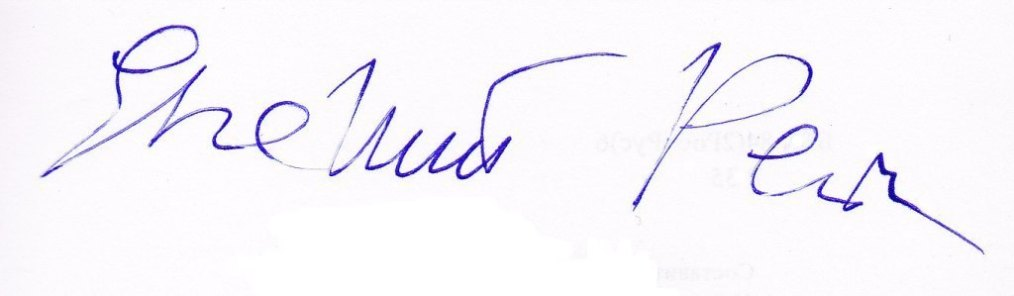
Semnătura lui Rein

Evgheni Borisovici Rein (rusă Евгений Борисович Рейн) (n. 29 decembrie 1935) este un poet și scriitor rus.